# Dick Cheney
Richard Bruce ”Dick” Cheney, född 30 januari 1941 i Lincoln i Nebraska, är en amerikansk republikansk politiker. 
Han var vicepresident 2001–2009 under president George W. Bush. Han har också varit USA:s försvarsminister under president George H.W. Bush 1989–1993 och Vita husets stabschef under president Gerald Ford 1975–1977. Cheney var ledamot av USA:s representanthus för Wyoming 1979–1989.
Mellan 1995 och 2000 arbetade Cheney som verkställande direktör för oljebolaget Halliburton Corporation. Han lämnade posten för att bli republikanernas vicepresidentkandidat i presidentvalet 2000.

## Bushåren och politiska ställningstaganden
Efter att George W. Bush vann kampen om att bli republikanernas presidentkandidat år 2000 tillfrågades Dick Cheney om att hålla i valberedningen inför den nya administrationen.
Vid det tillfället hade Dick Cheney redan lämnat politiken och var sedan några år vd för oljebolaget Halliburton.
I urvalsarbetet tillsatte han sig själv som vicepresident.
Inom Bushadministrationen gjorde sig Dick Cheney känd som en aggressiv och hårdför politiker. Han var den främste förespråkaren inom administrationen för en invasion av Irak, och i en intervju kallade Dick Cheney sig själv för ”the Darth Vader of the Bush administration”. Dick Cheneys närmaste man och rådgivare tillika stabschef Lewis Libby dömdes till fängelse då han överskred sina befogenheter inför Irakkriget. Händelsen kallades för Plamegate i amerikansk press.
Dick Cheney sympatiserar öppet med tankesmedjan PNAC:s agenda att öka USA:s ekonomiska och militära inflytande runt om i världen. Förre presidenten Jimmy Carter menade att Dick Cheney hade ett orimligt inflytande över utrikespolitiken.
Under många år av sin politiska karriär har Dick Cheney arbetat för avregleringar, bl.a. inom försvaret. Under Irakkriget skedde ett stort antal privata upphandlingar utanför försvarsmakten, både inom logistik och på krigsfronten. Aktörer inom militära företag fick stora kontrakt. Till de större räknas företaget Xe.

### Halliburton
Från Halliburton fortsatte Dick Cheney att få arvoden och optionsprogram i flera år efter att ha tillträtt vicepresidentämbetet.
Kritiker ansåg att han representerade amerikanska företag för mycket, och i synnerhet Halliburton. Han blev än mer kritiserad då Halliburton var det enda bolag som fick uppdrag i Irak inom oljeindustrin samt logistik åt försvarsmakten för cirka 7 miljarder dollar under tiden då USA styrde Irak.

## Nigeria
2010 meddelade myndigheterna i Nigeria att de avsåg att åtala Dick Cheney för mutbrott samt  efterlysa honom internationellt via Interpol.
Det var under perioden då Dick Cheney var vd för Halliburton som mutor för 180 miljoner dollar betalades ut kring oljeutvinning.
Bland annat ledde det till miljöbrott med stor påverkan.
Halliburton betalade Nigeria 579 miljoner dollar i en förlikning.
Dick Cheneys försvarsadvokat meddelade att ”alla antydningar om fel som har begåtts, nu eller flera år tidigare, är helt grundlösa”.

### CIA
Efter Bush-åren uppdagades det att CIA på order av Dick Cheney under åtta år hade ett antiterrorprogram utan kongressens vetskap och emot gällande regler.
Vad antiterrorprogrammet innehöll är hemligstämplat.

## Hälsa
2010 fick han en blodpump inopererad i väntan på en donator och 2012 fick den då 71-årige Dick Cheney ett nytt hjärta genom en hjärttransplantation.
Han fick sin första hjärtinfarkt 1978 och har sedan dess haft ytterligare fem.
En diskussion uppstod bland läkare efter hjärttransplantationen huruvida det är etiskt riktigt att en så pass gammal person får ett nytt hjärta, då fler än 3 100 amerikaner väntar på att få ett nytt hjärta.

## Övrigt
Människorättsorganisationen Human Rights Watch säger i en rapport i juli 2011 att USA borde inleda en rättslig utredning om huruvida Dick Cheney gjort sig skyldig till krigsbrott. Enligt rapporten finns övertygande bevis för att Dick Cheney liksom George W. Bush, dåvarande försvarsministern Donald Rumsfeld och chefen för CIA George Tenet alla bar ansvar för att misstänkta terrorister utsattes för tortyr och annan grov felbehandling.
Den 11 februari 2006 sköt Cheney den 78-årige Harry Whittington av misstag med hagelgevär när de jagade vaktel. Whittington drabbades sedan av en mild hjärtattack av skadorna men tillfrisknade. Whittington blev den andra person efter Alexander Hamilton som skjutits av en sittande vicepresident.
Den 6 januari 2022 var Dick Cheney och hans dotter Liz Cheney de enda republikaner som medverkade vid en minnesceremoni på Capitolium av attacken mot kongressen på dagen ett år tidigare. Han tog därmed klart avstånd från Donald Trump.

## Privatliv
Dick Cheney är gift med Lynne Cheney och har två döttrar, Mary Cheney och Liz Cheney. Liz Cheney är ledamot av representanthuset i den amerikanska kongressen.